# ヴェンド人

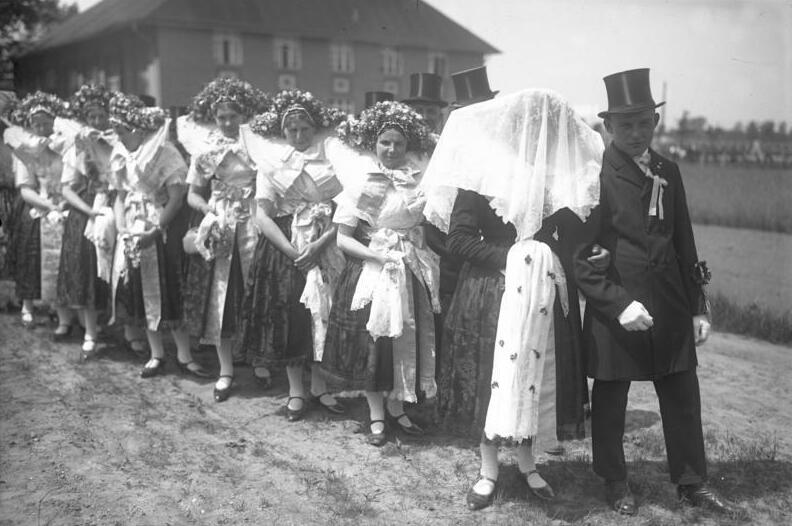
ヴェンド人の結婚式（1931年、ドイツ）

ヴェンド人（英: Wends、独: Wenden、丁: vendere、典: vender）は、民族移動時代の後、ゲルマン人の居住地の近郊もしくはその領域内に住むスラヴ人を指すゲルマン語（後にドイツ語）の言葉。従ってこれは特定の部族ではなく、いろいろな民族や部族あるいは集団に対して用いられた言葉が次第に「いつ、どこに居るか」（あるいは「居たか」）によって使われるようになったものである。
現代「ヴェンド人」という用語は主として歴史的な文脈で用いられるが、カシューブ人（英: Kashubians）やソルブ人、あるいはテキサス・ヴェンドのようにソルブ語を話す家系の人々について言及する際に使われる場合もある。

## 「ヴェンド人」の歴史的変遷
ゲルマン人は当初これを古代ヴェネト人（英: Veneti）に対して使っていたが、民族移動時代の後は新たに東隣になったスラヴ人に転用したと考えられる。
中世のスカンディナヴィア人にとって「ヴェンド人」はバルト海の南岸から来るスラヴ人のことであり、オボトリート族（英: Obotrites）やルギアのラーン人、ポメラニア人（英: Pomeranians）などのポラーブ諸語を話すスラヴ人を言及する際に用いられた。
中世の神聖ローマ帝国北部に住んでいたか、あるいはそれ以前に住んでいた人々、特にサクソン人にとって「ヴェンド人」はオーデル川流域の西側に住むスラヴ人だった。しかしポラーブ系スラヴ諸部族が居住するようになると、その地域はゲルマニア・スラヴィカ（Germania Slavica）と呼ばれるようになり、「ヴェンド人」は北に居住した前述の部族や南に居住したソルブ人やミルツェン人（英: Milceni）などを言及するのに用いられるようになった。
南部に住むドイツ人は北部に住むドイツ人が用いた「ヴェンデ人」の代わりに「ヴィンデ人」を彼らと接触があったポラーブ人やバイエルン地方のスラヴ人、スロヴェニア人などを指すのに使った。ヴィンディッシュ辺境伯 (英: Windic march) やドイツ語でスロヴェンスカ・ビストリツァを指す「ヴィンディシュ・ファイストリッツ」はこうした歴史的な用例を証明している。
8世紀以降、ヴェンド人の住む土地はほとんどフランク人の王やその後継者たちの武力行使により王国に組み込まれた。12世紀にはヴェンド人の土地は神聖ローマ帝国の一部となった。また12世紀から14世紀にかけてピークを迎えた東方植民（独: Ostsiedlung）によりドイツ人がヴェンド人の土地に定住したが、それは「ヴェンド人」の定義の再編を意味した。この時にヴェンド人は帝国内でスラブ語を話す少数民族を指すようになった。その一方でポーランド人やチェコ人など新しい境界の東に住むものはそう呼ばれなかった。
スラヴ人の多くはドイツに同化するの過程でドイツ人と混血したり文化や言語を取り入れたりした。ドイツ人とあまり交わらず西スラヴ語群を使い続けた一部の地方のコミュニティだけが依然としてヴェンド人と呼ばれた。
ヴェンド人は現在のドイツ東部ラウジッツ地方のソルブ人とポーランド北部ポメラニア地方のカシューブ人だけになったが、彼らも今ではヴェンド人というよりも、むしろソルブ人、カシューブ人と呼ばれるのが適当である。

## ヴェンド人の歴史

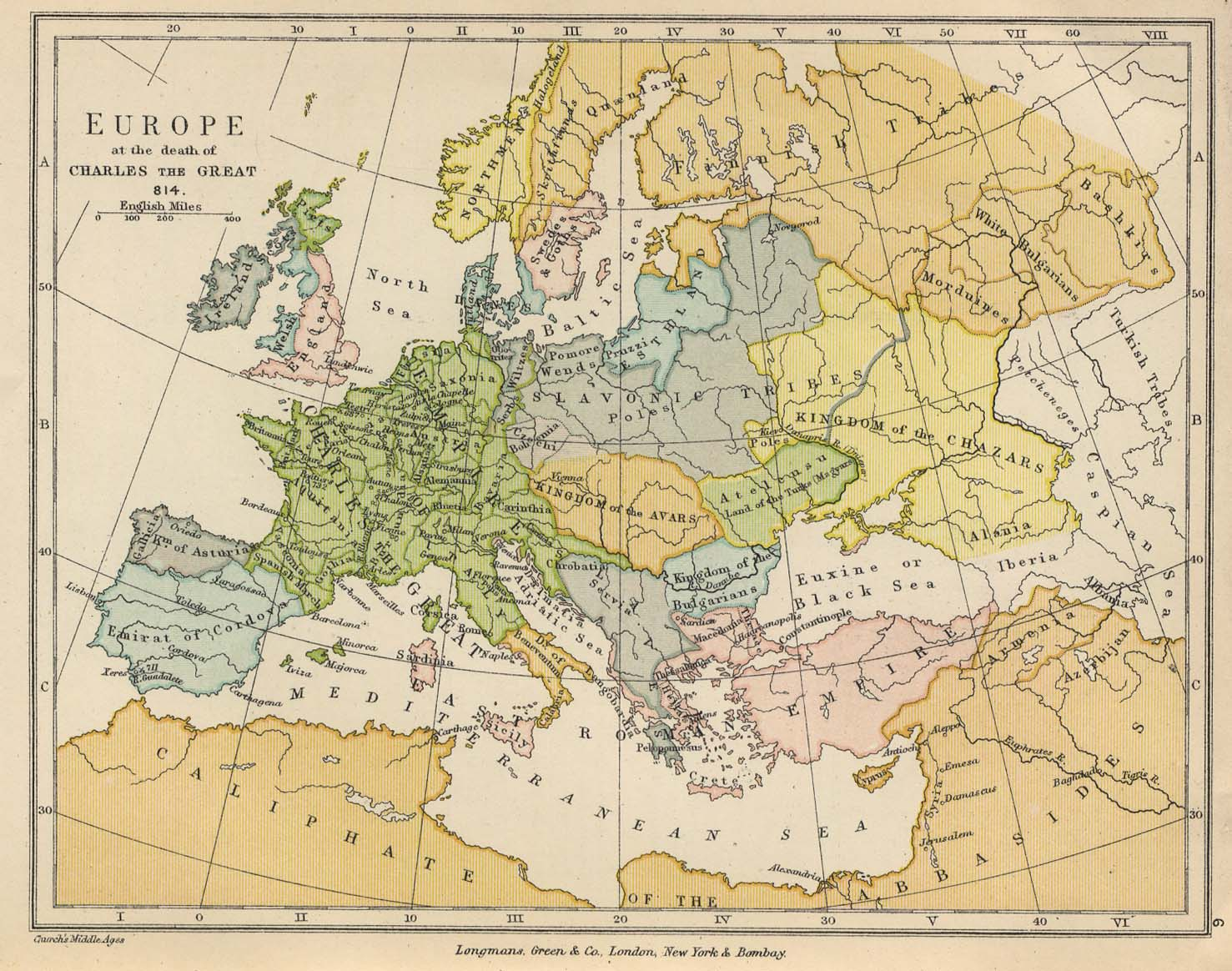
9世紀のヨーロッパ地図。
アヴァール王国（黄色）によって南北に分断されている中央の水色の部分がスラーヴィア。
バルト海沿岸にヴェンド の文字が見られる。

### 初期の文献
2世紀の半ば頃クラウディオス・プトレマイオスが『ゲオグラフィア（地理学）』でバルト海沿岸に住む他の居住者と共にオーエネダイ（英: Ouenedai）について言及しており、昔の学者にはこれが中世のヴェンド人と同義であると主張する者もいた。言語学者の中には、オーエネダイとその当時のスラヴ人は語派が異なっていたはずであり、言語学的に異なっているのであるからこれをヴェンド人と同一視出来ないと主張する者がいる。
しかし現代の考古学的成果によると、この地方では先史時代より球状アンフォラ文化、縄目文土器文化、ウーニェチツェ文化、トシュチニェツ文化、ルサチア文化、ポメラニア文化、プシェヴォルスク文化、そしてスラヴ人の文化であると明白に確定している中世前期のプラハ・ペンコフ・コロチン文化複合のうち、この地方独特の地方文化であるプラハ文化（そのさらに一部のコルチャク文化）へと、その特徴でも時代でも断絶なく引き継がれており、プトレマイオスの時代のオーエネダイはこのうちプシェヴォルスク文化に属する人々であったことから、この地方のスラヴ人（西スラヴ人）である中世ヴェンド人とは完全に同一の集団ではないものの、遺伝的・文化的には中世ヴェンド人の基層的な先祖、すなわちプロト・スラヴ人ないしプレ・プロト・スラヴ人であった可能性は高い。

## 興隆期（500年〜1000年）
紀元1000年までの民族移動の間にスラヴ人は南スラヴ人、東スラヴ人、西スラヴ人に分裂してそれぞれ発達した。西スラヴ人の一部はエルベ川とオーデル川のに挟まれた地域に東から西へ、南から北へと移動してきた。そこには民族移動時代に移動しなかったゲルマン系の人々が地域に同化して残っていた。ゲルマン人はスラヴ人に対して彼らが来る以前にエルベ川の東岸に住む部族に対して使った言葉を、おそらくはかつてはウェネディ族（英: Venedi）を、そしてヴァンダル族をそう呼んだように「ヴェンド人」と呼んだ。
その巨大な文化集団ゆえに、学術上「ゲルマニカ・スラヴィカ」と呼ばれるようになる地域へ到着する一方、ヴェンド人は森林地帯に互いの居住地が分断され、すぐに様々な小部族に分裂した。彼らは部族名を住んでいる地名から採ったが、ハーフェル川に由来するヘフェル人（英: en:Hevelli）やゲルマン民族のルギ族（英: en:Rugians）に由来するラーン人などゲルマン語から派生したものもあった。
部族によっては公領のような一群に統一されることで大きくなるものもあった。例えばオボトリート族はホルシュタイン地方とメクレンブルク地方（独: Mecklenburg）西部の部族の同盟から発展したものであり、強力な君主に率いられ、ザクセンを襲撃したことで知られている。このオボトリート人の君主の家系はメクレンブルク家（別名オボトリート家）として現在も存在する。ヴェンド人で唯一オデール川の東に住むポメラニア人は、ヴァルタ川の北とオーデル川の河口周辺から来た部族で、彼らも君主に率いられていた。リュティツ人（英: Lutizians）はオボトリート族やポメラニア人と同盟関係にある部族だった。彼らは君主によって統一はされず独立を守っていたが自分たちの指導者をレトラ神殿の集会で決定していた。
サクソ・グラマティクスはブラーヴェルの戦い（英: Battle of Brávellir）でデーン側に付いて参戦したスラヴ人としてポメラニアのヴェンド人の名を上げている。
983年、キリスト教化及び植民によって管理が確立される以前のノルトマルク（独: Nordmark）やビルンガー辺境伯領（独: Billungermark）でヴェンドの諸部族が神聖ローマ帝国に対して大規模な反乱を起こした。反乱は成功しヴェンド人のゲルマン化はおよそ2世紀遅れることになった。

## 衰退期（1000年〜1200年）

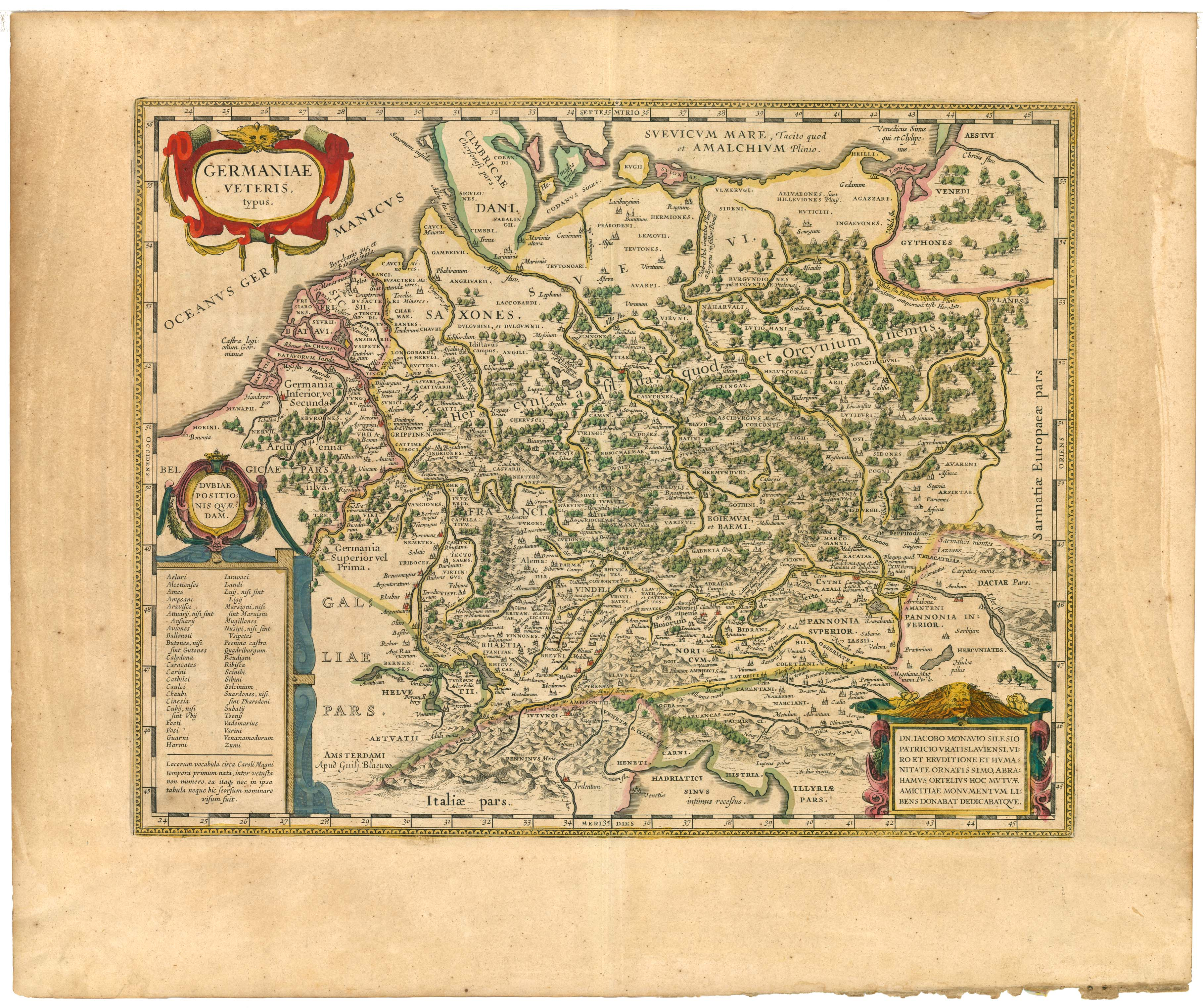
『Germaniae veteris typus』（ドイツ古地図）右上にアエストゥイ族、フェンディ族、ゴートネス族、インガエウォネース族の名前が見られる。（ウィレム、ヨハン・ブラウ父子編、1645年）

勝利した後、ドイツ人、デンマーク人、ポーランド人からのヴェンド人に対する圧力が増した。ポーランド人は数回ポメラニアに侵攻してきた。デンマーク人は頻繁にバルト海沿岸を襲撃したが、場合によってはヴェンド人がデンマークを襲撃することもあった。神聖ローマ帝国と辺境伯は旧領地を取り戻そうとした。
1068年から1069年にかけて、ドイツは遠征によってヴェンド人の主要な異教の神殿の1つであるレスラ（英: Rethra）を襲って破壊した。それ以来ヴェンド人の政治の中心地はアルコナ（英: Arkona）へ移った。1124年と1128年にはポメラニア人が洗礼を受けた。1147年にはヴェンド十字軍がこれらに変わった。
北方十字軍のさなかの1168年、デンマークは大司教アブサロンと国王ヴァルデマー1世率いるキリスト教化を目的とした十字軍をルギアのヴェンド人に対して開始した。デンマーク軍はヴェンドの神殿要塞であるアルコナを攻略して破壊し、ウェンド人の神スヴェントヴィトの像を取り壊した。ルギアのヴェンド人が降伏したことで、独立したヴェンド人最後の異教信仰はそれを取り囲むキリスト教の封建大国に敗北した。
12世紀から14世紀にかけてドイツ人入植者はヴェンドの土地へ迎え入れられ多くの者が定住して地域はゲルマン化した。移民は戦争で荒廃した土地を再び占有し、それまで定住されることが無かった森林地帯や荒れ地を開拓し、東方植民の一端を担う都市を起こす為に辺境伯や修道院によって入植させられた。
カシューブ人とソルブ人などの少数民族を除くヴェンド人のほとんどはドイツに同化して消滅したが、ポラーブ語は19世紀始めごろまで現在のニーダーザクセン州で存続していた。またドイツ東部の地名や家名にヴェンド語に起源を持つものが現代も存在し、メクレンブルク家（英: House of Mecklenburg）の家系やリューゲン、ポメラニアなどの地名もヴェンドから発している。
1540年から1973年にかけてスウェーデンの王の公式な称号は「スヴェーア人、イェート人（英: Geats）及びヴェンド人の王」（典: Svears, Götes och Wendes Konung）だった。現国王カール16世グスタフは長年の伝統を変え王室の称号に「スウェーデン国王」（典: Sveriges Konung）を選んだ。ただしこの称号は、近世スウェーデンのゴート起源説による公式な称号は「Suecorum, Gothorum et Vandalom regem」であり、中世期のヴェンド人ではなく、ゲルマン民族の大移動期に北アフリカに達したヴァンダル族を指している。
中世以降デンマーク及びデンマーク＝ノルウェーの国王は「ヴェンド人とゴート人の王」の称号を使ったが1972年に廃止された。

## その他の用例
「ヴェンド人」という言葉は、歴史の中で以下のような意味でも用いられる。
1. フランク人はスラヴに関する文献の中でオーデル川とエルベ川の間に住むポラーブ人と呼ばれる民族のほとんどをヴェンド人、あるいはソルブ人と見なしている。
2. 19世紀半ばまではドイツでのスロヴェニア人に対する最も一般的な呼称だった。スロヴェニア語とスロヴェニア人という言葉が普及するにつれて「ヴィンディッシュ」「ヴィンデ」「ヴェンデ」は蔑称になっていった。同様のものにスロヴェニア系ハンガリー人（英: Hungarian Slovenes）に対して使われた「フェンデ」がある。
3. 第二次世界大戦前のポメラニアと、旧東ドイツに住む西スラヴ人に対して一般的に用いられるドイツ語名称。この場合ポーランド西部やボヘミア北部のスラヴ人全て、すなわちポラーブ人、ポメラニア人、ソルブ人指す。また、1400年頃のドイツの文書ではスロヴァキア人に対しても使われている。
4. ソルブ人というドイツ語・英語名は、民族大移動の間に彼らがフン族やアヴァール人のような好戦的な民族の西漸運動によって圧力を受け中央ヨーロッパから移動して来たスラヴ人に対してつけられたが、彼らの子孫はヴェンド人やルーサティア・ソルブ人とも呼ばれ、現代でも学校でソルブ語が継続して使われているラウジッツ地方に生活している。多くのヴェンド人は1848年革命の間にプロイセン王国に逃れ、アメリカ合衆国やオーストラリアへ移民したが彼らは低賃金の労働力として歓迎された。アメリカではヴェンド人の大部分はテキサスに定住し、ルーテル教会ミズーリ・シノッド（英: Missouri Synod）の初期の会員になった。テキサスの有名なヴェンド人居住地はリー郡で、そこにある聖パウロ・ルーテル教会は典型的なヴェンド人の建築様式で建てられており説教壇が屋内バルコニーにある。
5. フィンランドの歴史家マッティ・クリンゲはスカンディナヴィア人の文献で用いられた「ヴェンド」あるいは「ヴァンダル」という言葉が、ごくまれにポメラニアからフィンランドにかかるバルト海の東岸に住むフィンランド人を含めた住人全てを差したと推測している。フィン語を話す「ヴェンド」の存在は明らかになっていないが、13世紀にラトビア北部に限って言えば、ツェーシス（ドイツ名：Wenden）とその周囲に住む人々が「ヴェンド」あるいは「フェンド」と呼ばれていたのは事実である。しかし彼らがそう呼ばれた通りスラヴ系であったかどうかは不明である。研究者はフィン語系の言語を話すヴォート人（英: Votes）との関連を指摘している。
6. 一部の文献では8世紀の終わり頃の初期のゲルマンの民族移動に続いて起きたスラヴの民族移動でローマのイタリア人、ゲルマン人そしてスラヴ人が合流するアドリア海沿岸部のヴェンド人定住地がヴェネツィアの名の由来になったとしている。

### 注
1. ↑  1980年に提唱された用語。エルベ川、ザーレ川以東にある東方植民の対象となった地域を指す。「ゲルマーニア・スラヴィカ」ともいわれる[4] 。
2. ↑  これとは対照的にヴァルタ川以南に居住するポーランド人はヴェンド人とは呼ばれなかった。
3. ↑  神の恩寵により、スウェーデン、ゴート人及びヴェンド人等の王、ノルウェーの相続人、 シュレスヴィヒ・ホルシュタイン、シュトルマルン及びディートマルシェンの公爵並びに オルデンブルク及びデルメンホルスト等の伯爵たる朕、カールは、次のとおり周知する。—スウェーデン憲法[7]

## 関連資料
- 下田淳「ブラウンシュヴァイク・ドイツカトリシズム (1845-1853) と都市、教会、国家」『史学雑誌』第101巻第8号、公益財団法人史学会、1992年、p1434-1465, 1547-、doi:10.24471/shigaku.101.8_1434、ISSN 0018-2478、NAID 110002366804。
- 富田矩正『ドイツ中世民族抗争史論 : バルト海周辺にみる異文化圏の接触』校倉書房、1999年。
- Kautsky K.、K.カウツキー「民族の解放」丸山敬一（翻訳）『中京法学』第35巻第3・4号、中京大学法学会、2001年、p161-217。ISSN 0286-2654、NAID 110006203173。
- 細田信輔「カシューブ人の歴史と地域主義(リージョナリズム)(2)ドイツとポーランドのはざまで」『竜谷大学経済学論集』第42巻第2号、龍谷大学経済学会、2002年10月、p75-96。NAID 110001001409。
- 奈尾信英「9033 デンマークにおける司教都市の成立過程に関する一考察 : 都市プランからみた旧市街地の形成(建築歴史・意匠)」『研究報告集 II, 建築計画・都市計画・農村計画・建築経済・建築歴史・意匠』第74号、日本建築学会、2004年2月、p493-496。ISSN 1346-4361、NAID 110006942327。
- 富田矩正「12・13世紀バルト海沿岸にみる地域支配と宗教(2)」『人文科学』第9巻第9号、大東文化大学、2004年3月、p1-26。ISSN 1883-0250、NAID 110004852474。
- 南有哲、三重短期大学「民族の本質について(3)」『三重法経』第124号、三重短期大学法経学会、2004年12月、p1-19。ISSN 0287-5810、NAID 110007054583。
- 細田信輔「カシューブ人の歴史と地域主義(リージョナリズム)(3)ドイツとポーランドのはざまで」『龍谷大学経済学論集』第46巻第3号、龍谷大学経済学会、2006年12月、p33-60。ISSN 0918-3418NAID 110006607588。
- 成川岳大「一二世紀スカンディナヴィア世界における『宣教大司教座』としてのルンド」『史学雑誌』第120巻第12号、公益財団法人 史学会、2011年、p1955-1989。ISSN 0018-2478、doi:10.24471/shigaku.120.12_1955、NAID 110009327560。